# Pfarrspeicher (Zuzgen)

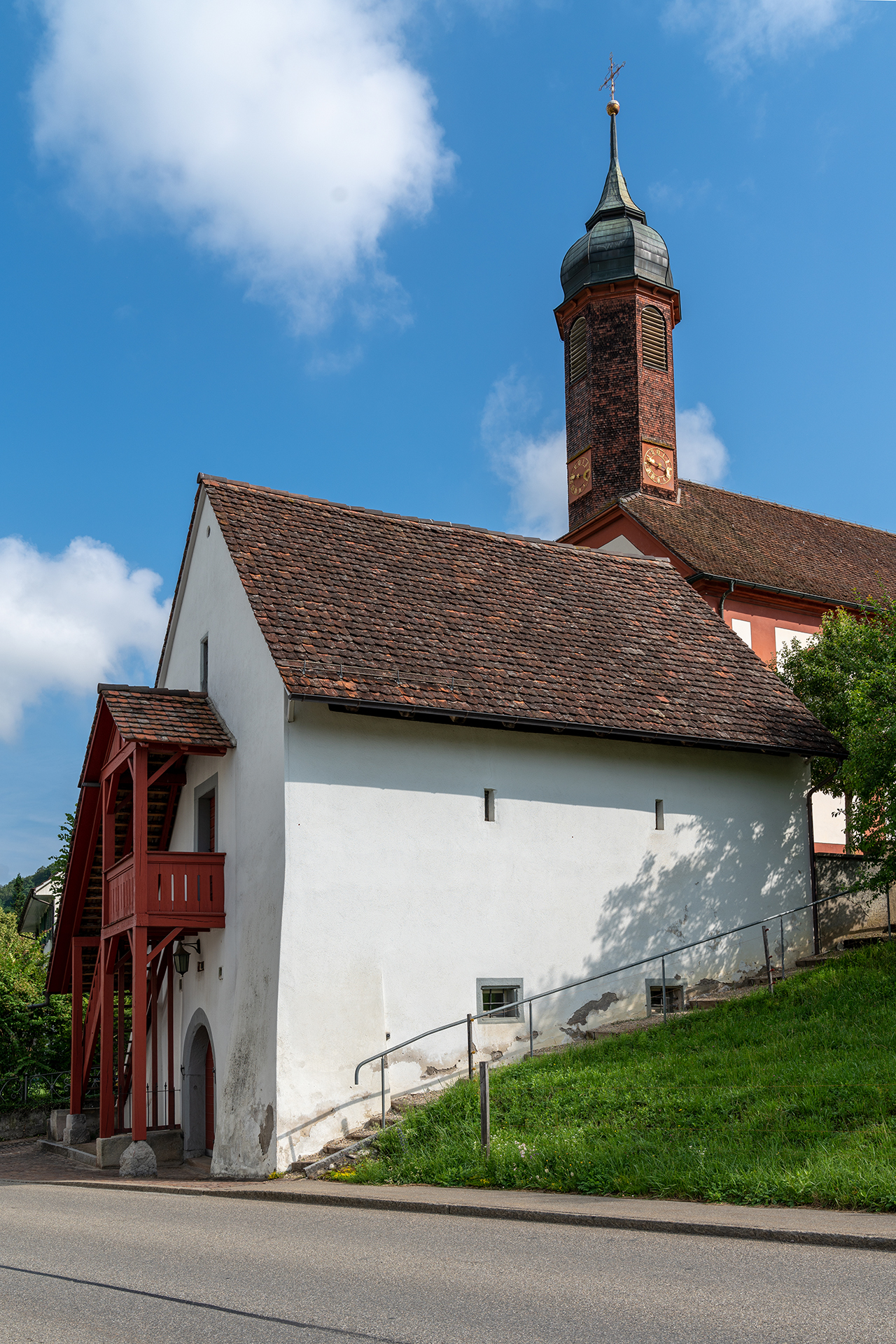
Pfarrspeicher

Der Pfarrspeicher ist ein Speichergebäude in Zuzgen im Kanton Aargau. Er steht nahe dem südöstlichen Dorfrand unterhalb der christkatholischen Kirche St. Georg und schräg gegenüber der römisch-katholischen Pfarrkirche St. Georg.
Spätestens seit dem 17. Jahrhundert gab es einen Speicher, der zur Lagerung des Zehnten an das Damenstift Säckingen diente. Das heutige Gebäude entstand im Jahr 1723. Als im 19. Jahrhundert Geldabgaben die Naturalzinsen verdrängten, verlor der Speicher an Bedeutung. 1878 durften die Römisch-Katholiken in der von den Christkatholiken genutzten Kirche nicht mehr das Abendmahl feiern und wichen zu diesem Zweck bis 1902 (Bau einer eigenen Kirche) auf die Pfarrscheune aus. 1960 wurde der Laubenaufgang wiederhergestellt, zwischen 1984 und 1986 der Keller umgestaltet.
Der hell getünchte Speicher stösst giebelständig an die Hauptstrasse und umfasst einen eingetieften Gewölbekeller sowie eine Schütte. Den Keller betritt man durch ein Rundbogenportal. Als Zugang zur Schütte dienen ein hangseitiger Rundbogeneingang und eine Tür über dem Kellereingang, die über eine doppelgeschossige Laube erreichbar ist.